# 13 komisariat
13 komisariat (cz. 13. revír) – czechosłowacki film czarno-biały z 1946, kryminalny dramat filmowy w reżyserii Martina Friča. Adaptacja powieści Eduarda Fikera „Zinková cesta”.

## Obsada
- Jaroslav Marvan jako Svatopluk Čadek, inspektor policji
- Dana Medřická jako Františka Brabcová zwana „Fróny”, tancerka i prostytutka
- Miloš Nedbal jako dr Barák, komisarz policji
- Ella Nollová jako matka Klouzanda
- Blanka Waleská jako Wangová
- Ladislav Struna jako Josef Karta młodszy, kasiarz
- Jan W. Speerger jako Jiří Kočka, kasiarz
- Vilém Pfeiffer jako dr Karel Chrudimský, lekarz
- Nora Cífková jako Olga Hlavsová, narzeczona Chrudimskiego
- Vladimír Hlavatý jako kelner Jindra
- Marie Nademlejnská jako prostytutka Marion
- Václav Trégl jako malarz w knajpie
- Vladimír Leraus jako docent patolog
- Vladimír Řepa jako detektyw Draboch
- Otto Rubík jako detektyw Pobožný
- Otomar Krejča jako detektyw